# Nela
Pour les articles homonymes, voir Nela (homonymie).

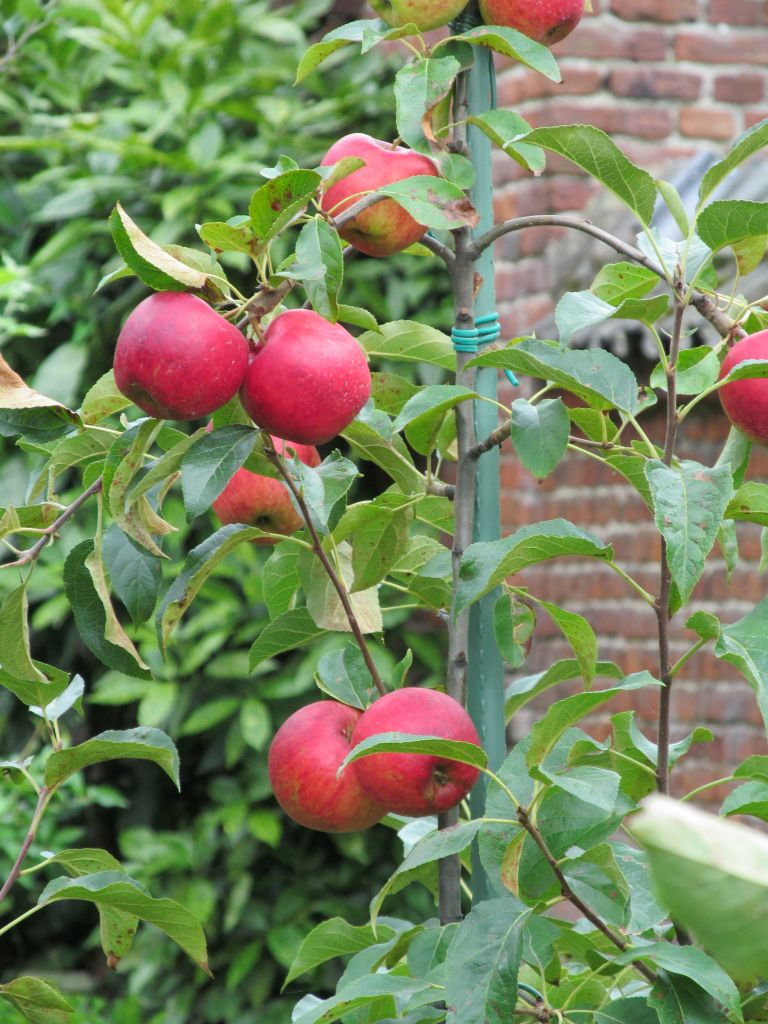
Petit pommier Nela au mois d'août

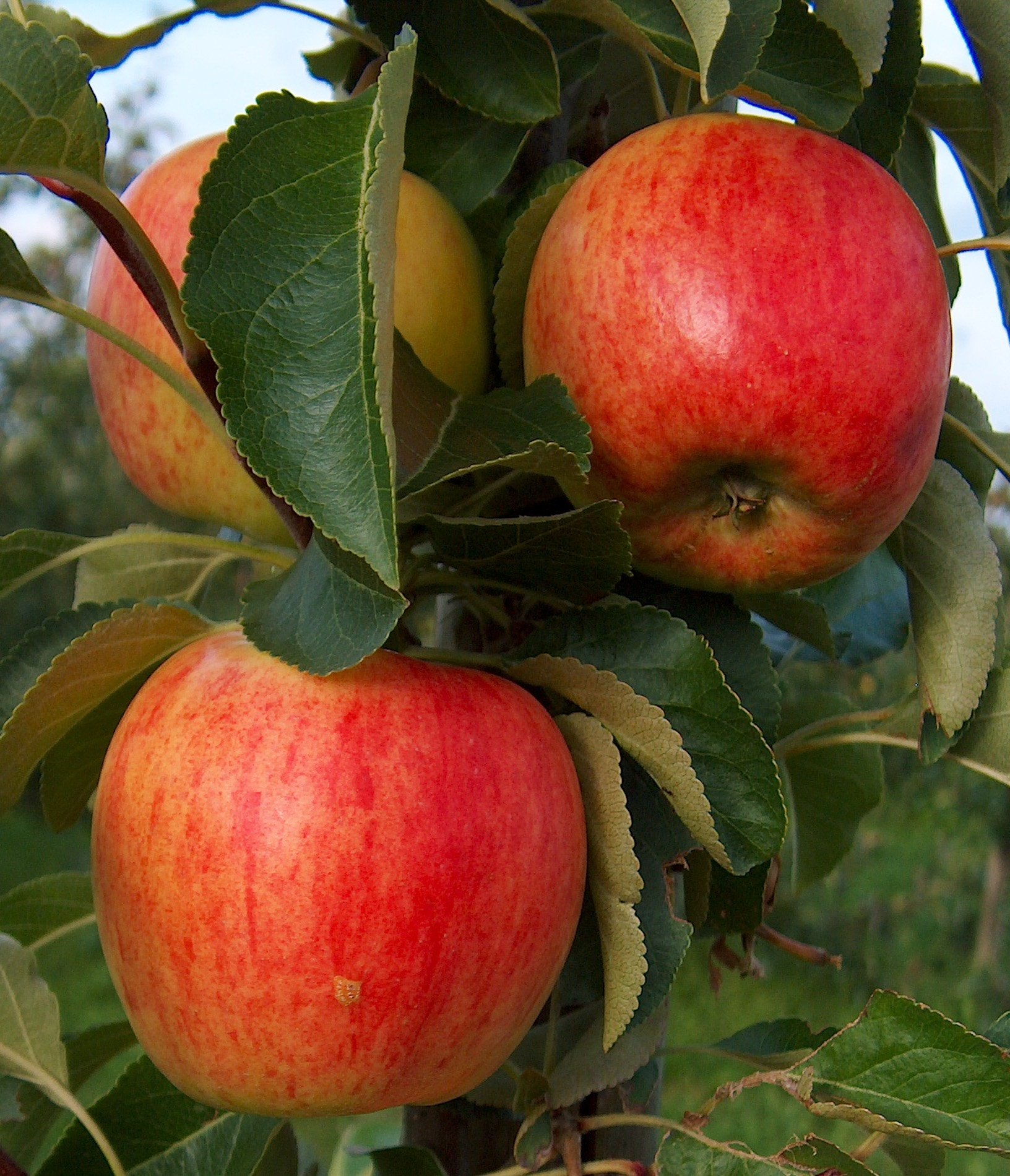
Malus Nela

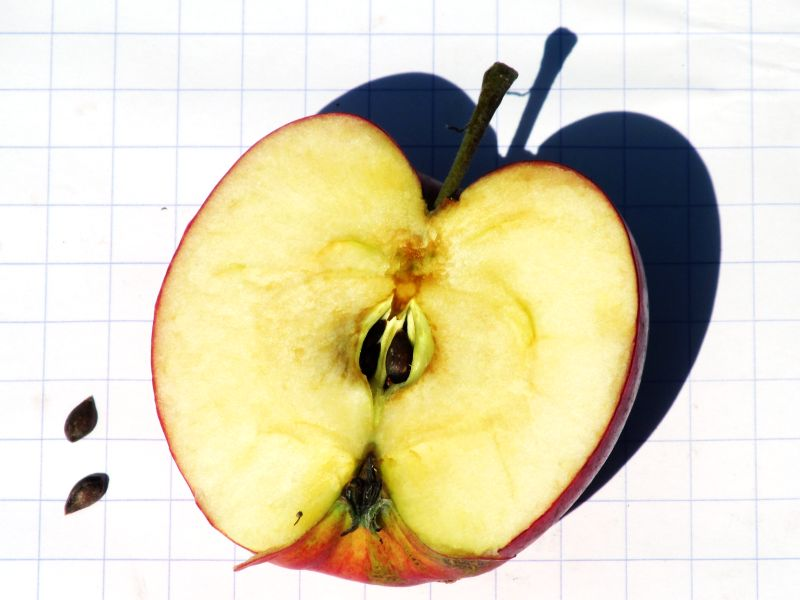
Coupe d'une pomme Nela

Nela est un cultivar de pommier domestique.
Nom botanique: Malus domestica Borkh Nela

## Fruit
- Utilisation: pomme à couteau
- Calibre: moyen (75 - 80 mm)
- Épicarpe: rouge intense à profond, brillant.
- Chair: jaunâtre, très juteuse, à peine croquante.
- Teneur en sucre: moyenne (12,2 %Brix)[1].
- Arôme:
- Pédoncule: long.

## Origine
Diffusée en 1997 par l'institut de botanique expérimentale de Prague, République tchèque , Europe.

## Parenté
Pedigree: Prima x Krasava (Otcovo x Wagener).

## Pollinisation
Groupe de floraison: A (très précoce à précoce).
Pollinisation par: Alkmène, Topaz(S), Hana(S).

## Culture
Maturité: début août
Conservation: jusque fin septembre
Maladies: 
- Tavelure: cultivar possédant le gène Vf de résistance aux races communes[3].
- Oïdium: faible sensibilité[4].